# Catherine (videójáték)
A Catherine (キャサリン; Hepburn: Kyasarin) akció-kalandjáték, melyet az Atlus fejlesztett és jelentetett meg PlayStation 3 és Xbox 360 játékkonzolokra. A Catherine az Atlus első saját fejlesztésű hetedik generációs konzolokra megjelent videójátéka. Szoedzsima Sigenori, a játék szereplőtervezője egy interjúban elmondta, hogy a játék „sokkolóan felnőttesebb jeleneteket” fog tartalmazni. Meguro Sódzsi, a játék zeneszerzője is azt állította, hogy a játék valóban felnőtteknek szánt, és elmondása szerint a zenéje „klasszikus”, „felnőtteknek szánt” és „erotikus”. A játék átvezető videóit a Studio 4°C készíti.

## Játékmenet
A Famitsu-ból kiderült, hogy Vincent nem lesz egyedül a rémálmaiban és, hogy sok báránnyal fog bennük találkozni. Vincent egyik álmában őt és a bárányokat egy hatalmas kézpár üldözi, az egyik egy véres villát tartva.
Valószínűleg az álomvilág és a valódi között valamilyen kapcsolat vonható, mivel a Famitsu magazin egyik képében és a hivatalos előzetesben is látható ahogy egy ember haláláról riportot készítenek, és egy olyan pletyka is kering a városban miszerint ha az embernek olyan álma van amiben zuhan és ha nem kel fel mielőtt földet érne akkor meghal.

## Cselekmény

### Történet
A játék főhőse egy Vincent nevű salaryman aki egy nap találkozik egy huszonkét éves Catherine nevű lánnyal. A találkozásuk után Vincentet rémálmok gyötrik, amikben egy hatalmas véget nem érő lépcsőházban találja magát. Ahhoz, hogy megszökhessen álmából Vincentnek fel kell érnie a lépcsőház tetejére.

### Szereplők
Vincent (ヴィンセント; Hepburn: Vinsento) Szinkronhang: Jamadera Kóicsi (japán)
Vincent a játék főhőse, egy harminckét éves egyedülálló salaryman. Vincent nem törekedik a szerelemre és a románcokra. Vincent élete megváltozik amikor találkozik a huszonkét éves Catherine-nel.
Catherine (Kyasarin) Szinkronhang: Szavasiro Mijuki (japán)
Catherine egy huszonkét éves lány, akinek bájos arca és „arányos” teste van amire bárki felfigyel. Vincent esete.

## Fejlesztés
A játékra először a PSP kézikozolra megjelent Shin Megami Tensei: Persona 3 Portable videójátékban hivatkoztak. Ebben Vincent a Club Escapade nevű bárban tűnik fel bizonyos napokon, ugyan a játékban soha nem fedik fel a nevét és a szövegdobozaiban is csak az „egyedül iszogató ember” néven látható. A játékos karakterével történő beszélgetés során mesél a problémáiról, azonban mindig azt mondja, hogy ennek semmi köze a játékos problémáihoz. Egyelőre még nem tisztázott, hogy a játék az Atlus Megami Tensei franchise-ának a tagja vagy sem vagy, hogy bármi köze lenne a Shin Megami Tensei: Persona univerzumhoz Vincent Persona 3 Portable-ös cameo megjelenésén kívül.